# Evangelio de Judas

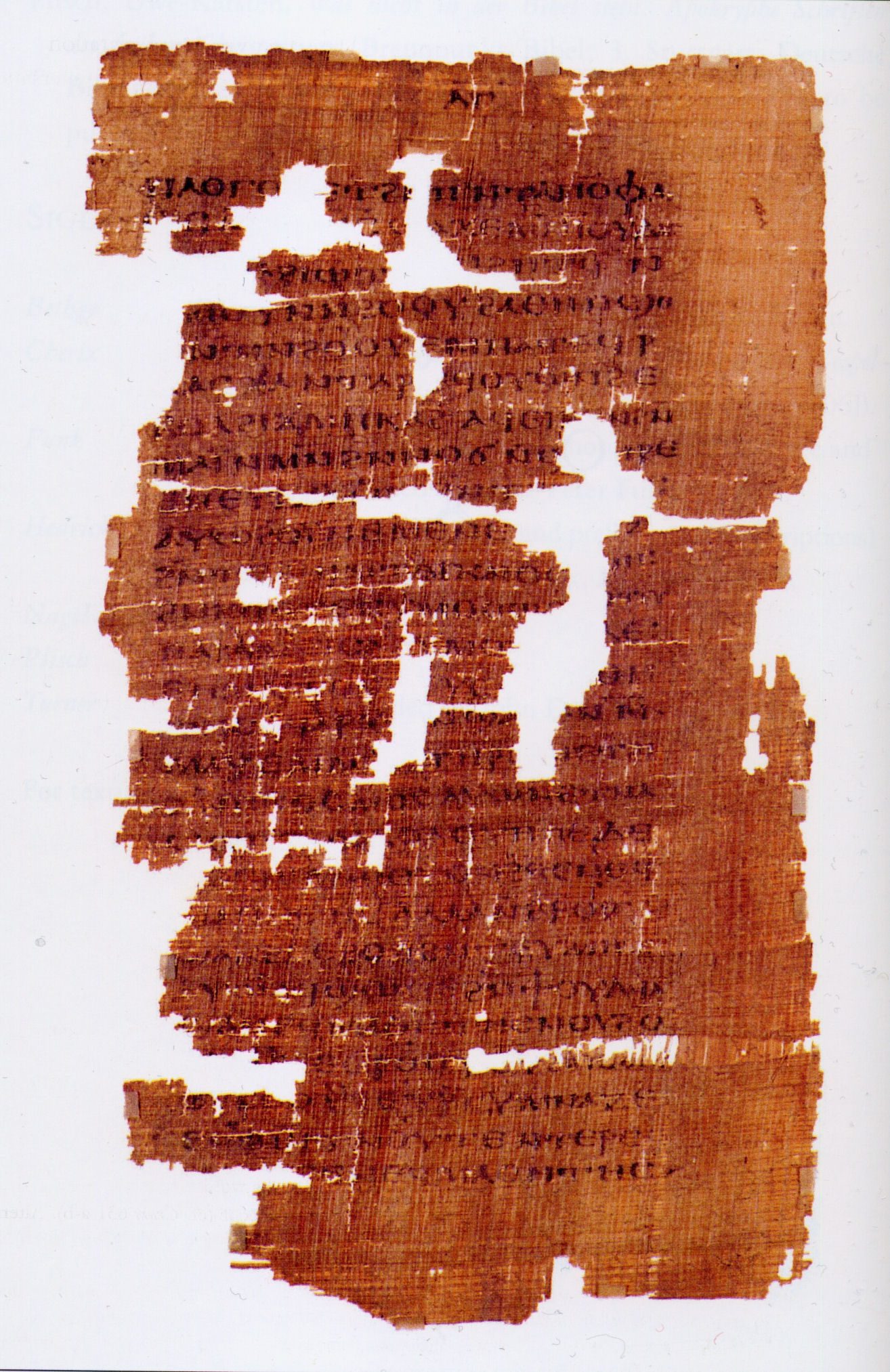
Primera página del Evangelio de Judas (página 33 del códice Tchacos).

Se denomina Evangelio de Judas a un texto utilizado por el movimiento gnóstico de los cainitas. Se cree que se compuso durante el siglo II, alrededor de los años 130-150. Este evangelio se creía desaparecido, pero durante los años 1970 se halló en Egipto el códice Tchacos copto del siglo IV (supuestamente traducción de un original griego, del que no se conserva ningún ejemplar) en el que aparece un texto que parece corresponder al Evangelio de Judas mencionado en la literatura cristiana primitiva.
En 2006 la organización National Geographic Society hizo público su trabajo de restauración y traducción del manuscrito y, además, elaboró un video documental titulado The Gospel of Judas (El Evangelio de Judas).
En el texto se hace una valoración positiva de la figura del apóstol Judas Iscariote, que en los cuatro evangelios canónicos se considera traidor a Jesús. Según este evangelio gnóstico, Judas Iscariote fue su discípulo favorito y si entregó a su maestro a las autoridades romanas fue en cumplimiento de un plan previsto por el propio Jesús.
En 2007, tras revisar una transcripción del manuscrito, la biblista April D. DeConick, profesora de la Universidad Rice (Estados Unidos), rechazó esa interpretación argumentando errores de traducción. El 21 de marzo de 2008 el experto en copto Marvin Meyer, que formó parte del equipo de traducción de National Geographic, rebatió las conclusiones de DeConick defendiendo la traducción original con base en otros textos gnósticos.

## Descubrimiento
La primera referencia moderna conocida a este texto data de 1983, cuando alguien propuso su compra a la Universidad Metodista del Sur y el experto Stephen Emmel pudo examinarlo brevemente, junto con otros manuscritos. Según se cree, lo descubrieron en 1978 unos campesinos egipcios en la localidad de Menia y se sacó de Egipto de forma ilegal. El anticuario que intentó venderlo pedía una cifra que los posibles compradores consideraron excesiva (tres millones de dólares por el lote en el que iba incluido), por lo que tuvo que desistir. El texto estuvo depositado desde 1984 en un banco de Nueva York.
En 2002 lo adquirió la Maecenas Foundation for Ancient Art, radicada en Basilea, una fundación privada de Suiza dirigida por el abogado Mario Roberti. Esta fundación contactó con National Geographic Society para que restaurase, datase y tradujese el manuscrito. Según el vicepresidente de esta institución, Terry García, el códice estaba muy deteriorado y, si no hubiesen actuado de inmediato, habría acabado convirtiéndose en polvo.
Rudolf Kasser hizo pública la existencia del texto en una conferencia que tuvo lugar en París en julio de 2004. Al año siguiente, un portavoz de la Maecenas Foundation anunció su traducción inminente al inglés, al francés y al alemán.
National Geographic Society Eligió para hacer pública la restauración y la traducción del manuscrito la fecha del 6 de abril de 2006, próxima a la Semana Santa, en la que se conmemora la muerte de Jesús de Nazaret. El 9 del mismo mes programó el estreno televisivo de un documental sobre el manuscrito.

## Contenido

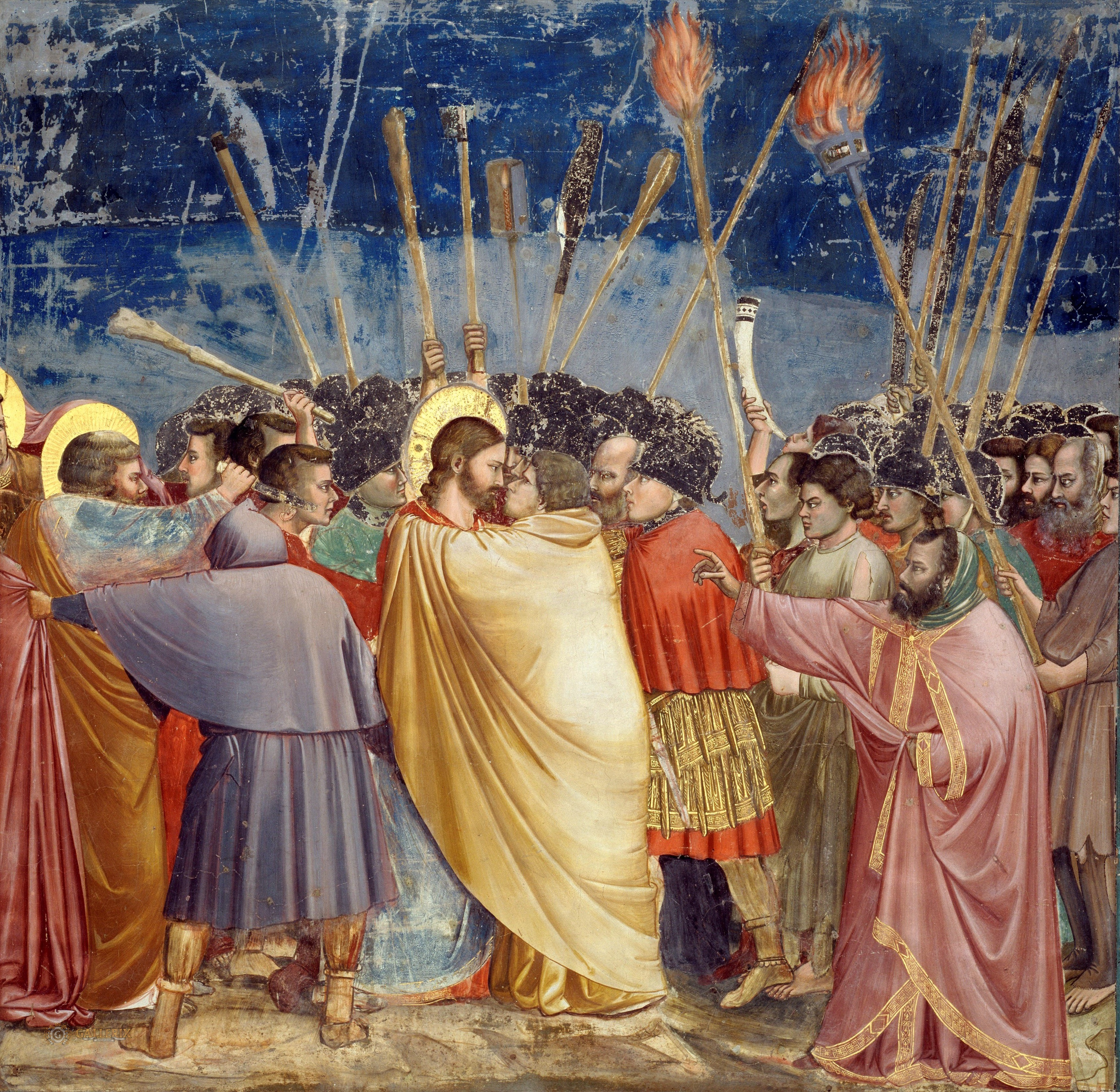
"El beso de Judas" una representación tradicional de Judas por Giotto, Fresco realizado alrededor del 1306 y conservado en la Capilla de los Scrovegni, Padua.

El texto del Evangelio de Judas es un relato de unas doscientas cincuenta líneas cuya traducción a un idioma moderno contrasta con los extensos relatos evangélicos porque sólo ocupa alrededor de siete páginas. Se encuentra en un códice de 66 páginas, más de un tercio del cual es ilegible, y contiene otras tres obras. Dos de ellas (el Primer Apocalipsis de Santiago y la Carta de Pedro a Felipe, atribuida a San Pedro) son obras gnósticas ya conocidas por los hallazgos de Nag Hammadi. La tercera es un fragmento de un texto desconocido titulado provisionalmente Libro de Alógenes. Todos los textos están escritos en el dialecto sahídico del idioma copto, aunque es una traducción de un original griego. Mediante varios métodos, entre ellos el del carbono-14, el códice ha sido datado entre los años 220 y 340.
El papiro se encuentra muy deteriorado: algunas partes del texto se han perdido y de otras se conservan solo fragmentos. Veintiséis de las 66 páginas corresponden al así denominado Evangelio de Judas. La parte que se ha podido traducir comienza indicando que se trata de las revelaciones que Jesús hizo a Judas Iscariote, en conversación privada, tres días antes de la Pascua. Escrito en tercera persona, el texto es un diálogo entre Jesús y sus discípulos, especialmente Judas, que aparece como el discípulo favorito de Jesús. Según este evangelio, Judas entregó a su maestro a los romanos siguiendo órdenes del propio Jesús, quien profetizó: «Tú serás el decimotercero, y serás maldito por generaciones y vendrás para reinar sobre ellos» (página 47 del manuscrito).
El Jesús que presenta este evangelio es desenfadado. Mientras en los evangelios canónicos Jesús de Nazaret nunca se presenta riendo y menos con malicia, en el texto gnóstico el personaje llamado Jesús se ríe con frecuencia de los malentendidos de los demás discípulos y de su devoción, a la que pretende superficial. En particular, se ríe de modo sarcástico mofándose de la ignorancia ajena. Los apóstoles y los discípulos se ponen furiosos al ver que este Jesús se burla de ellos; todos menos el otro protagonista denominado Judas, que responde al primero, «Yo tengo conocimiento de quién eres tú y de dónde vienes. Tú vienes del inmortal reino de Barbelo». En los antiguos textos gnósticos, Barbelo es la Divina Madre de todo y la prudente previsión o lógos que posee el Uno Infinito. 
Debido al «conocimiento» (gnosis, en griego) de Judas acerca de que Jesús viene desde «el inmortal reino de Barbelo», a Judas se le promete una revelación «referida a secretos que ninguna otra persona ha conocido nunca». La inversión de la relación tradicional entre Jesús y Judas que plantea el texto es que Jesús le está agradecido a Judas y lo elogia: «Tú los superarás a todos ellos. Porque tú sacrificarás el hombre que me reviste (...). La estrella que indica el camino es tu estrella» (n. 56-57). La última parte de la «revelación» que el Jesús gnóstico brinda a Judas es la siguiente (los paréntesis rectos indican lagunas del texto; es de notar la referencia a «Cristo» y el lugar atribuido al mismo en el universo:

La multitud de aquellos inmortales es denominada cosmos -que significa perdición- por el Padre y las 72 luminarias que están con el Autogenerado y sus 72 eones. En El apareció el primer humano con sus poderes incorruptibles. Y el Eón entonces apareció con su generación, en quien la nube de conocimiento y el ángel es llamado El. [...] eón [...] después de eso  [...] dijo, hagamos que doce ángeles adquieran realidad para gobernar sobre el caos y el mundo subterráneo. Y he aquí, que desde la nube emergió un ángel con destellos de fuego en su faz y sucio de sangre en su apariencia. Su nombre era Nebro, que significa Rebelde; otros le llaman Yaldabaoth. Otro ángel, Saklas, también salió de la nube. En esto, Nebro creó seis ángeles y lo mismo hizo Saklas, para que fuesen sus asistentes, lo cual produjo doce ángeles en los cielos, y cada uno recibió una porción de los cielos. Los doce soberanos hablaron a los doce ángeles [...] el primero es Seth, quien es llamado Cristo. El segundo es Harmathoth. El tercero es Galila. El cuarto es Yobel. El quinto es Adonaios. Estos son los cinco que gobiernan sobre el mundo subterráneo, y ante todo sobre todo caos.

Este tipo de contenido es abiertamente gnóstico. Es lo que impide considerarlo un texto cristiano, por cuanto no tiene prácticamente nada en común con los cuatro evangelios ni con la fe cristiana excepto el empleo de los nombres Jesús y Judas. Al final, poco después de entrar en una nube luminosa, Judas «recibió algún dinero y se lo entregó a ellos». Jesús se lo agradece, ya que prepara el momento en que Jesús quedará «liberado» del cuerpo, lo que le permite regresar al «reino grande e ilimitado cuya inmensidad no ha visto ninguna generación de ángeles» (n. 47). El texto termina con Judas entregando a Jesús ante los sumos sacerdotes y no incluye ninguna mención de la crucifixión ni de la resurrección.
La única otra fuente independiente referida a este texto es Ireneo de Lyon, obispo y mártir fallecido en el año 202, quien escribió una serie de libros titulados Contra las Herejías refutando a varios maestros gnósticos, en uno de los cuales menciona el Evangelio de Judas. Hacia el año 180, Ireneo escribió sobre la secta gnóstica de los cainitas, que pretendían «rehabilitar» una cantidad de villanos que aparecen en la Biblia, tales como Caín (que asesinó a su hermano Abel), los Sodomitas (habitantes de una ciudad notoria por su inmoralidad), Esau (que despreció y vendió sus derechos de nacimiento por un plato de lentejas), Coré o Korah (que dirigió una sedición para derrocar a Moisés) y Judas, presentándolos como héroes espirituales. A fin de procurar ese objetivo, los cainitas produjeron lo que Ireneo de Lyon denominó un relato ficticio al estilo del Evangelio de Judas.

## Origen
Según el obispo Ireneo de Lyon, dicho  evangelio tuvo sus raíces en un mago llamado Simón, a quien dicho personaje se le hace mención en el libro de los Hechos de los Apóstoles donde se afirma que este hechicero quiso comprar a los Apóstoles el poder de hacer milagros.  Simón Pedro  lo repelió, diciendo: «Tú estás preso en los lazos de la iniquidad» (Hechos 8, 23). Simón, el Mago, es tenido como el “padre de las  herejías”, y de su sacrílego intento le viene el nombre al pecado de simonía. Sus seguidores predicaban la vieja doctrina de la  gnosis.
Entre los prosélitos de Simón, el Mago, San Ireneo señala a la secta de los cainitas. Estos decían que Caín fue creado por un poder superior. Además, se juzgaban hermanos espirituales de Esaú, de Coré, de los habitantes de Sodoma y otros semejantes. “Y dicen —añade San Irineo— que Judas, el traidor, fue el único que conoció todas estas cosas exactamente, porque sólo él entre todos conoció la verdad, para realizar el misterio de la traición [...]. Para eso muestran un libro que ellos inventaron, que llaman el Evangelio de Judas”.

## Autenticidad del Evangelio
Los críticos de este evangelio apócrifo señalan que dicho documento nunca perteneció al canon bíblico puesto que no fue aprobado por la  iglesia primitiva desde sus comienzos dado que esta era la comunidad que conocía con certeza los libros que tenían la autoría apostólica.
El primer criterio que usaba la iglesia primitiva para aceptar un libro dentro del canon bíblico es que haya sido escrito por los contemporáneos de Jesús y de los apóstoles. Siendo ésta la principal norma, el evangelio de Judas queda automáticamente excluido, ya que este fue escrito más de 100 años después de la muerte de Jesús, de sus apóstoles y de sus contemporáneos. El segundo criterio a considerar es que se haya usado y citado por cristianos de los primeros siglos, de manera que estos le hayan tenido la reverencia debida como un libro inspirado; es decir, que toda la comunidad lo conociera y por consiguiente avalado como tal. Hay que hacer notar que algunos libros contemporáneos no cumplieron estos criterios a pesar de su uso entre los primeros cristianos; por ejemplo, todos los biblistas hablan de un primer Evangelio de Mateo escrito en arameo (todos los demás libros del Nuevo Testamento fueron escritos en griego), al que llaman Proto-Mateo, que, incluso, se considera fuente que influyó en la redacción de los tres  Evangelios Sinópticos  (Marcos, Mateo y Lucas) y que, sin embargo, no pertenece al Nuevo Testamento. Había también otros escritos llamados Logias o  Logia Jesu que encerraban una colección de dichos de Jesús y que eran importantes pero no considerados como inspirados.
El Evangelio de Judas entra en la categoría de los escritos pseudoepígrafos (falsamente atribuidos). Esto significa que realmente no fue escrito por el autor a quien se le atribuyó. El antiguo escritor Ireneo en su obra llamada “Refutación de Todas las Herejías” dice que el evangelio de Judas fue una historia ficticia: “Una vez más, otros declaran que Caín derivó su ser del Poder superior, y reconocen que Esaú, Coré, los Sodomitas, y todas esas personas están relacionadas entre sí. En este registro, ellos agregan, que han sido asediados por el Creador, aun cuando ninguno de ellos ha sufrido lesiones. Sofía tenía el hábito de llevarles a ellos lo que le pertenecía a ella. Ellos declaran que Judas el traidor estaba perfectamente informado de estas cosas y que él solo, conociendo la verdad como ninguno de los otros la conoció, llevó a cabo el misterio de la traición; por él todas las cosas, tanto terrenales como celestiales, fueron puestas en confusión. Ellos producen una historia ficticia de esta clase con la cual enfocan el Evangelio de Judas". Al respecto, el Papa Benedicto XVI declaró: «la Iglesia no le concede crédito al Evangelio de Judas, recientemente aparecido, con respecto a sus afirmaciones apócrifas de que Judas traicionó a Jesús en cumplimiento de las propias peticiones de este último». Según el Papa, Judas eligió libremente traicionar a Jesús «en abierto rechazo del amor de Dios».

## Teoría de conspiración
El presidente de la Maecenas Foundation, Mario Roberty, sugirió la posibilidad de que el Vaticano tuviera probablemente otro ejemplar del texto: «...la Iglesia decidió por razones políticas incluir los Evangelios de Mateo, Marcos, Lucas y Juan en la Biblia. Los otros evangelios fueron prohibidos. Es muy lógico que la Iglesia Católica hubiera guardado una copia de los evangelios prohibidos. Lamentablemente, el Vaticano no quiere aclarar más. Su política ha sido la misma durante años; "sin comentarios"».
Estas afirmaciones, sin embargo, carecen de evidencia; de hecho, el contenido de la biblioteca del Vaticano ha sido catalogado y ha estado disponible durante mucho tiempo para investigadores y para académicos. En la actualidad la consultan unos cinco mil estudiosos al año, los cuales pueden trabajar en sus instalaciones con los mismos permisos y requerimientos que en cualquier biblioteca antigua.
Portavoces del Vaticano, por su parte, han declarado que la Iglesia no desea suprimir el Evangelio de Judas; más bien, según Monseñor Walter Brandmüller, presidente del Comité de Ciencia Histórica del Vaticano, «Damos la bienvenida [al manuscrito] como damos la bienvenida al estudio crítico de cualquier texto de la literatura antigua».
Aún más explícitamente, Thomas D. Williams, Decano de Teología de la Universidad Regina Apostolorum de Roma, cuando se le preguntó si la Iglesia ha tratado de encubrir este y otros textos apócrifos, respondió: «Estos son mitos difundidos por Dan Brown y numerosos teóricos de la conspiración. Puedes ir a cualquier librería católica y comprar un ejemplar de los evangelios gnósticos. Los cristianos pueden no creer que sean ciertos, pero no hay ningún intento de ocultarlos».